# Pestilence
I Pestilence sono una band olandese formatasi nel 1986, che iniziò la propria carriera suonando death metal tradizionale per poi spostarsi su sonorità più tecniche e progressive nel corso della sua carriera, sino a essere considerata tra i pionieri del technical death metal e del progressive death metal e in generale tra i maggiori innovatori del filone death. La band si è sciolta una prima volta, dopo la pubblicazione di quattro album, nel 1994. Si è poi riunita nel 2008 e, quindi, sciolta nel 2014 con altri tre album all'attivo. Quindi, si riunisce nel 2016 per volontà del solo Patrick Mameli per registrare un nuovo disco con dei nuovi componenti.

## Storia del gruppo

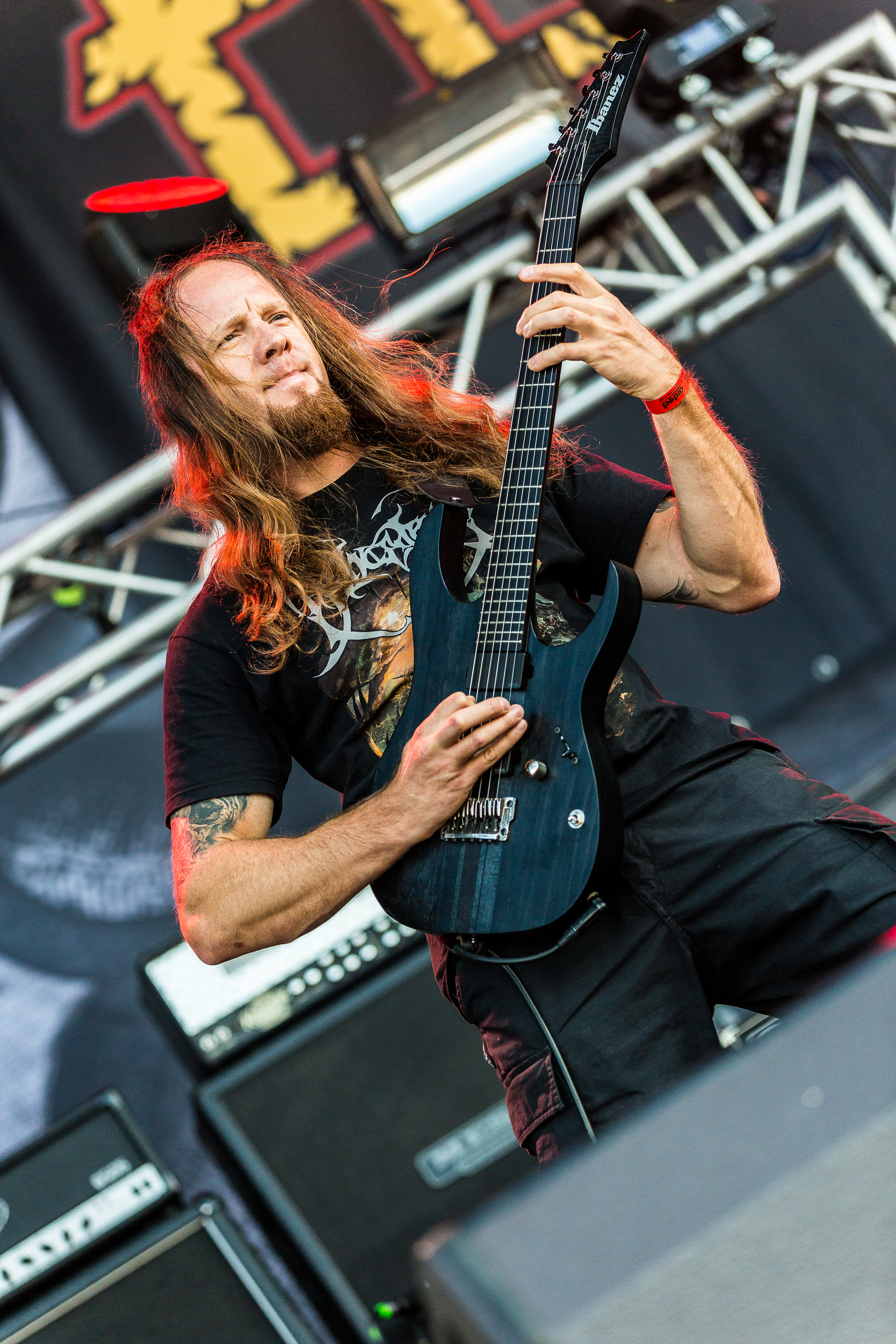
Calin Paraschiv

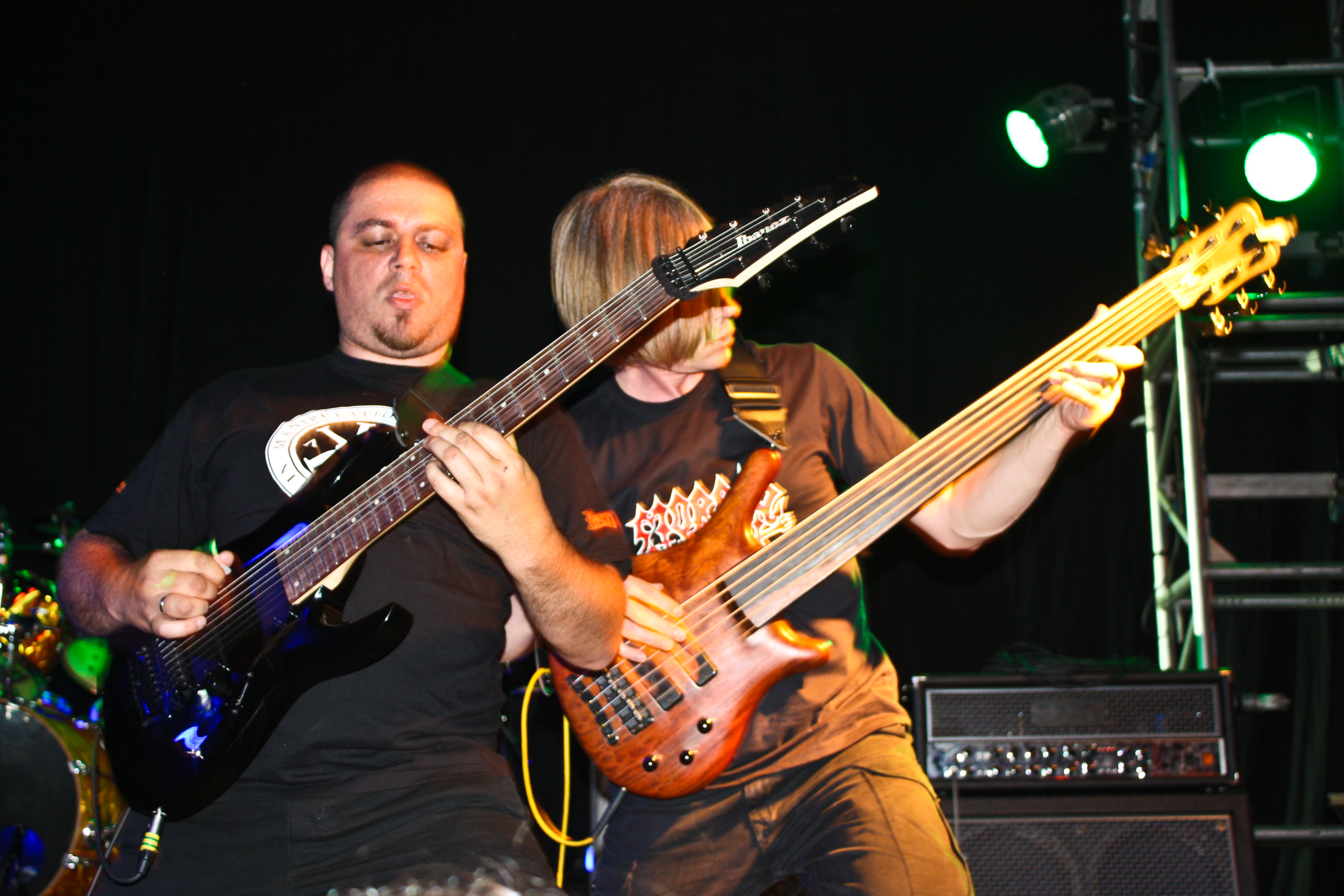
Patrick Mameli e Jeroen Paul Thesseling nel 2011

I Pestilence, Patrick Mameli (chitarra, voce), Randy Meinhard (chitarra), Marco Foddis (batteria), registrarono due demo prima di ricevere molta attenzione dalla Roadrunner Records. Dopo il primo demo Martin van Drunen (basso/voce) entrò a far parte del gruppo. Questi due demo, Dysentery (1986) e The Penance (1987), erano ancora molto grezzi, a metà strada fra i Possessed e Schizophrenia dei Sepultura. Dopo la firma di un contratto con la Roadrunner Records, i Pestilence pubblicarono il loro primo disco, Malleus Maleficarum nel 1988, continuando a raffinare il loro approccio al thrash metal. Il nuovo materiale era più maturo rispetto ai demo. Poco dopo il chitarrista Randy Meinhard lasciò la band per inseguire altri stili con un nuovo gruppo chiamato Sacrosanct, venendo rimpiazzato da Patrick Uterwijk.
Il ruolo di bassista fu ricoperto dal virtuoso Tony Choy, colmando il vuoto lasciato dall'uscita di Martin Van Drunen, ma egli non fu mai un componente fisso del gruppo e finì per tornare in Florida, dove suonò con gli Atheist. Il 1993 vedrà arrivare il talentuoso bassista Jeroen Paul Thesseling che prenderà parte alle registrazioni dell'album Spheres.
Col passare degli anni i Pestilence improntarono nel loro sound influenze esterne al metal, soprattutto  jazz-fusion, tanto che Claudio Sorge in una recensione dell'ultimo disco del gruppo, Spheres pubblicato nel 1993 definì brani come Persona Energy e Voices from Within come un punto di contatto delle "incursioni death degli Obituary con le atmosfere jazzate di Chick Corea". Come in ogni disco ci furono dei cambiamenti, inserendo, oltre alle parti jazz-fusion, l'uso delle chitarre-sintetizzatore (guitar synth).
La popolarità dei Pestilence saliva ad ogni uscita discografica, ma sfortunatamente ci furono delle tensioni all'interno del gruppo. Così, dopo un breve periodo di tempo, la band decise unanimemente di sciogliersi.
Nel 1994 la Roadrunner pubblicò l'ultimo disco dei Pestilence, un best-of intitolato Mind Reflections, contenente tracce pescate da tutti e quattro gli album con l'aggiunta della rarissima "Hatred Within" (originariamente pubblicata su Teutonic Invasion Part II compilation) e sei tracce live inedite registrate al Dynamo Open Air Festival nel 1992.
Nel 2006 è stato pubblicato un album dal titolo Chronicles of the Scourge via Metal War Productions, documento sonoro registrato dal vivo con ancora Martin Van Drunen alla voce. Precisamente contiene due concerti: l'esibizione al Kix Festival di Veghel, Paesi Bassi e il concerto di Bochum, Germania, entrambi del 1989.

### Reunion

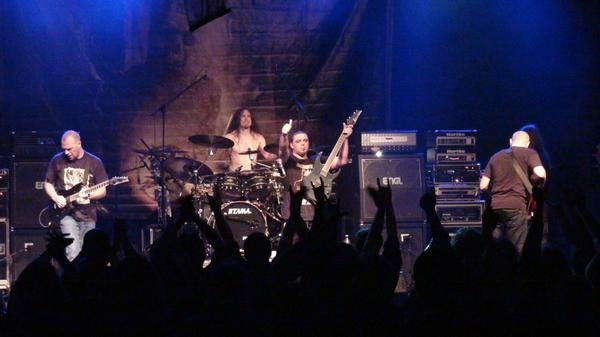
I Pestilence in concerto nel 2009

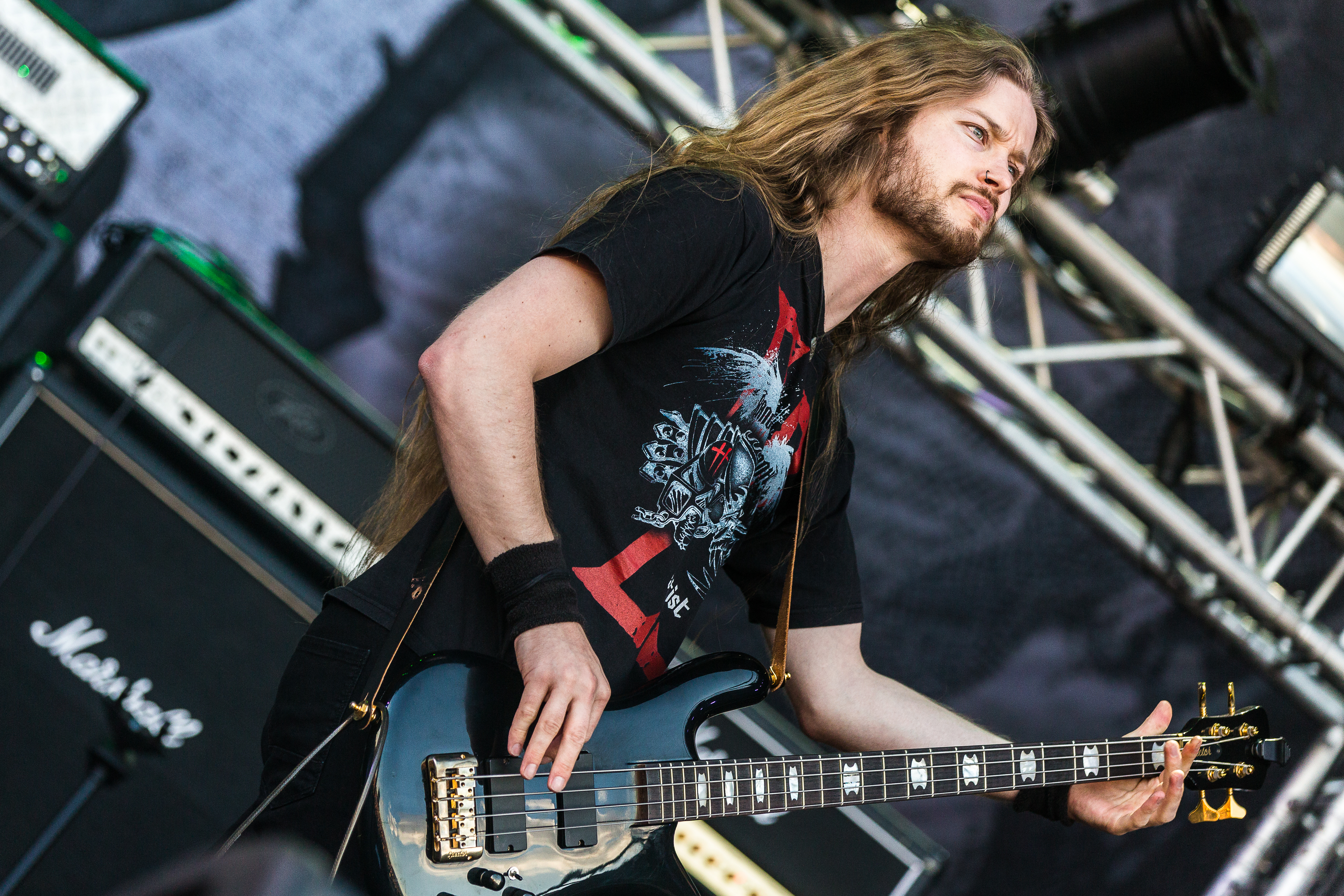
Tilen Hudrap

Il 18 gennaio 2008 è stata sparsa la voce circa una riunione dei Pestilence. La formazione, successivamente, sarà composta da Patrick Mameli nelle vesti di cantante e chitarrista, Patrick Uterwijk alla chitarra, Tony Choy al basso e Peter Wildoer alla batteria. Registreranno Resurrection Macabre, pubblicato nel 2009.
Il successivo Doctrine del 2011 vedrà già degli avvicendamenti nella formazione. Così come avverrà ancora negli anni a venire.
In ambedue i dischi vi è la regressione ad un approccio stilistico più semplice, rimuovendo i tratti jazz fusion e synth che avevano dato carattere e all'album Spheres.
Nel 2012 viene annunciato il titolo del settimo album, Obsideo, la cui pubblicazione risale al 2013. E, secondo le parole pronunciate del leader Patrick Mameli nel 2014, si tratterà dell'ultimo album in studio pubblicato dalla band.

### Seconda reunion
Dopo lo split momentaneo avvenuto nel 2014, la band si riunisce nell'ottobre 2016 per fissare delle date per l'anno successivo. La formazione, oltre al fondatore Patrick Mameli, questa volta comprenderà il rientrante Tony Choy al basso, Santiago Dobles (Aghora) alla chitarra solista e Septimiu Hărşan alla batteria. Inoltre, è prevista la registrazione di un nuovo album dal titolo Hadeon. Tony Choy, però, non sarà della partita e viene sostituito prima da Alan Goldstein (degli stessi Aghora) e poi da Tilen Hudrap. Sul finire del 2017 avviene anche il cambio di chitarrista: al posto di Santiago Dobles subentra il rumeno Calin Paraschiv (compagno di band del batterista nei Necrovile). Nel 2018 il bassista Tilen Hudrap abbandona la band e al suo posto entra Edward Negrea, sempre dei Necrovile; questi rimarrà fino al 2019 quando lascia il gruppo e viene sostituito da Joost van der Graaf rimasto senza band dopo lo split dei Dew-Scented. Nel gennaio 2021 viene pubblicato il nono album in studio dei Pestilence, dal titolo Exitvm.
Il 25 giugno 2023 viene comunicato l'abbandono del bassista Joost van der Graaf .

## Formazione

### Formazione attuale
- Patrick Mameli - basso (1986-1987),chitarra (1986-1994,2008-2014,2016-presente),voce (1986-1987,1990-1994,2008-2014,2016-presente)
- Septimiu Hărşan - batteria (2016-presente)
- Rutger van Noordenburg - chitarra (2019–presente)

### Ex componenti
- Martin van Drunen - voce, basso (1986-1990)
- Marco Foddis - batteria (1986-1994)
- Randy Meinhard - chitarra (1986-1989)
- Chuck - voce (1986)
- Bas Dooijes - basso (1989)
- Patrick Uterwijk - chitarra (1989-1994,2009-2014)
- Nick Sagias - basso (1990)
- Tony Choy - basso (1991-1992,2008-2009,2016-2017)
- Jeroen Paul Thesseling - basso (1992-1994,2009-2012)
- Jack Dodd - basso (1992)
- Peter Wildoer - batteria (2008-2009)
- Yuma Van Eekelen - batteria (2011-2012)
- Stephan Fimmers - basso (2012)
- Tim Yeung - batteria (2012)
- Dave Haley - batteria (2012-2014)
- Georg Maier - basso (2013-2014)
- Santiago Dobles - chitarra solista (2016-2017)
- Tilen Hudrap - basso (2017-2018)
- Alan Goldstein - basso (2017)
- Calin Paraschiv - chitarra solista (2017-2019)
- Edward Negrea - basso (2018-2019)
- Joost van der Graaf - basso (2019-2023)

## Discografia

### Album in studio
- 1988 - Malleus Maleficarum
- 1989 - Consuming Impulse
- 1991 - Testimony of the Ancients
- 1993 - Spheres
- 2009 - Resurrection Macabre
- 2011 - Doctrine
- 2013 - Obsideo
- 2018 - Hadeon
- 2021 - Exitvm

### Live
- 2006 - Chronicles of the Scourge
- 2015 - Presence of the Past

### Raccolte
- 1994 - Mind Reflections
- 2020 - Twisted Truth

### Demo
- 1987 - Dysentery
- 1988 - The Penance